# ÖFB-Cup 1979-1980
La ÖFB-Cup 1979-1980 è stata la 46ª edizione della coppa nazionale di calcio austriaca.

## Ottavi di finale
| Squadra 1             | Risultato       | Squadra 2          |
| --------------------- | --------------- | ------------------ |
| 31 ottobre 1979       |                 |                    |
| Austria Salisburgo    | 2 - 1           | Sturm Graz         |
| Wiener Sportclub/Post | 1 - 0 (dts)     | SSW Innsbruck      |
| Admira/Wacker         | 1 - 4           | Austria Vienna     |
| Grazer AK             | 1 - 3 (dts)     | Austria Klagenfurt |
| 1º novembre 1979      |                 |                    |
| Salzburger AK         | 0 - 1           | Kittsee            |
| Wolfsberger           | ? - ? (5-4 dtr) | Union Wels         |
| Dornbiner SV          | 0 - 1           | St. Veit           |
| 6 novembre 1979       |                 |                    |
| VÖEST Linz            | 2 - 1           | Rapid Vienna       |

## Quarti di finale
| Squadra 1          | Risultato       | Squadra 2             |
| ------------------ | --------------- | --------------------- |
| 7 aprile 1980      |                 |                       |
| Wolfsberger        | 0 - 3           | Austria Salisburgo    |
| St. Veit           | ? - ? (6-4 dtr) | Wiener Sportclub/Post |
| Austria Klagenfurt | ? - ? (4-6 dtr) | Kittsee               |
| 30 aprile 1980     |                 |                       |
| VÖEST Linz         | 1 - 3           | Austria Vienna        |

## Semifinale
| Squadra 1          | Risultato | Squadra 2 |
| ------------------ | --------- | --------- |
| 13 maggio 1980     |           |           |
| Austria Vienna     | 2 - 0     | Kittsee   |
| Austria Salisburgo | 2 - 1     | St. Veit  |

## Finale
| Squadra 1          | Risultato | Squadra 2          |
| ------------------ | --------- | ------------------ |
| 27 maggio 1980     |           |                    |
| Austria Salisburgo | 1 - 0     | Austria Vienna     |
| 10 giugno 1980     |           |                    |
| Austria Vienna     | 2 - 0     | Austria Salisburgo |